# Jean-Léon Gérôme
Jean-Léon Gérôme (* 11. Mai 1824 in Vesoul, Département Haute-Saône; † 10. Januar 1904 in Paris) war ein französischer Historienmaler und Bildhauer.

## Leben

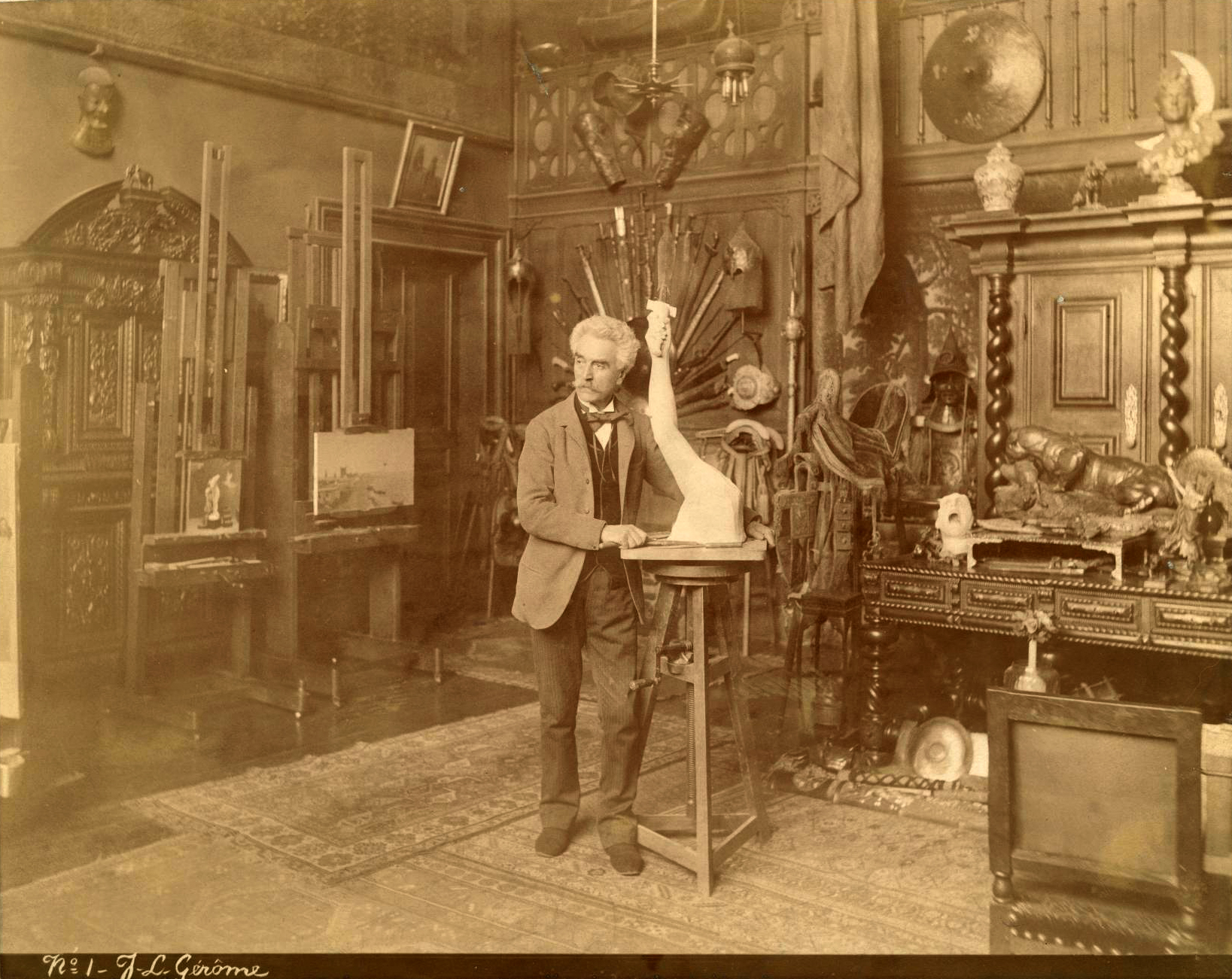
Jean-Léon Gérôme in seinem Atelier

Jean-Léon Gérôme, der Sohn eines Goldschmieds, kam im Alter von 17 Jahren nach Paris. Hier war er Schüler von Paul Delaroche, den er 1844 auf einer Italienreise begleitete. Er erkrankte auf der Reise und musste bereits nach einem Jahr nach Paris zurückkehren. Hier setzte er seine Studien bei Charles Gleyre fort.
1847 debütierte Gérôme auf dem Salon de Paris mit seinem Gemälde Un combat de coqs (Hahnenkampf), für das er eine Auszeichnung erhielt.
Der Kunstkritiker Théophile Gautier zeigte sich in seiner Einschätzung beeindruckt von dem Werk. Gérôme nahm darauf regelmäßig an dieser jährlichen Kunstausstellung teil und gewann weitere Preise. Nach seinem Erfolg auf den Salons erhielt er zahlreiche Aufträge, besonders für großformatige historische Gemälde.
Zu seinen bevorzugten Sujets gehören der Orientalismus sowie historische und mythische Themen. Wesentlichen Einfluss auf seine Malerei hatten seine Reisen in die Türkei (1854) und nach Ägypten (1857). Gérôme war ein erbitterter Gegner des Impressionismus.
1863 ernannte ihn die Pariser École des Beaux-Arts zum Professor. 1875 wählte ihn die American Academy of Arts and Sciences zum Mitglied; 1878 wurde er in die Ehrenlegion aufgenommen; weitere Mitgliedschaften wurden ihm in der Royal Academy of Arts (1869, Hon RA), der Académie des Beaux-Arts und der Académie royale des Sciences, des Lettres et des Beaux-Arts de Belgique zuteil.
Gérôme heiratete im Januar 1863 Marie Goupil (1845–1912), die Tochter des Pariser Kunsthändlers Adolphe Goupil. Das Paar lebte an der Rue de Bruxelles in Paris. Aus ihrer Beziehung gingen vier Töchter und ein Sohn (Jean, † 1891 im Alter von 27 Jahren) hervor.
Fast 80 Jahre alt starb Gérôme am 10. Januar 1904 in Paris. Sein Begräbnis auf dem Cimetière de Montmartre (18. Division) fand mit militärischen Ehren statt. Sein Grab wird von einer von ihm entworfenen Trauerstatue geschmückt.

## Werke

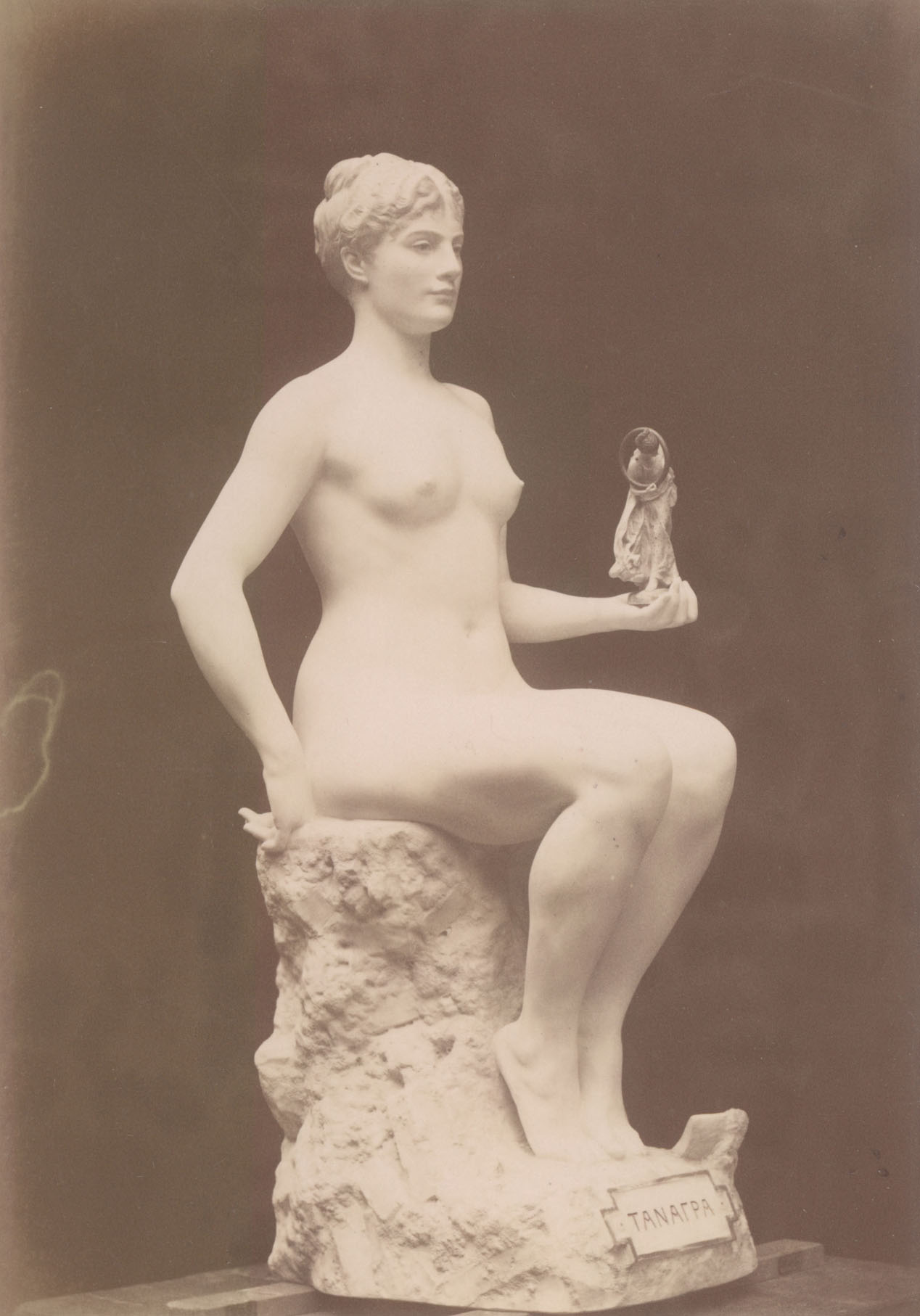
Tanagra, 1890

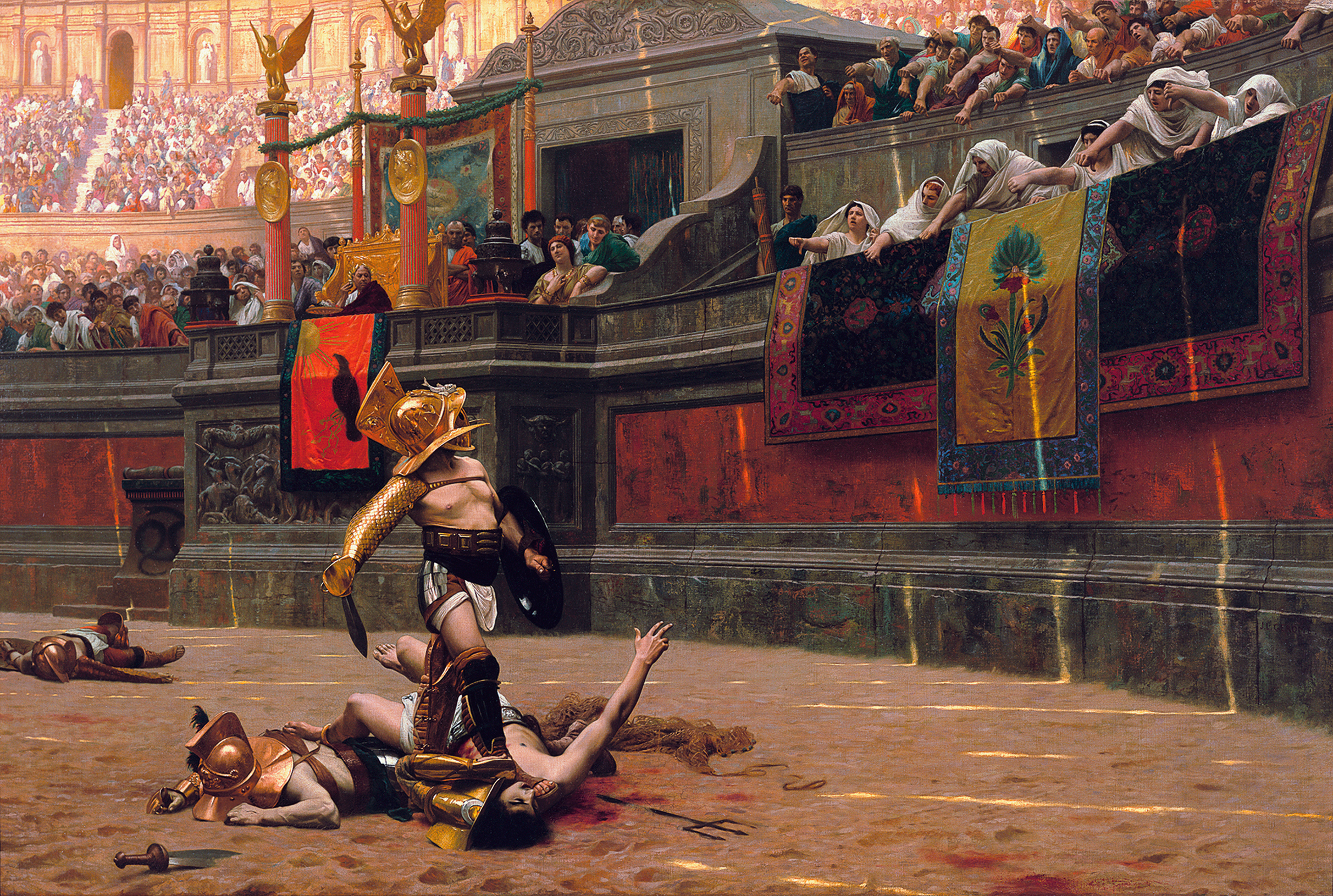
Pollice Verso, 1872

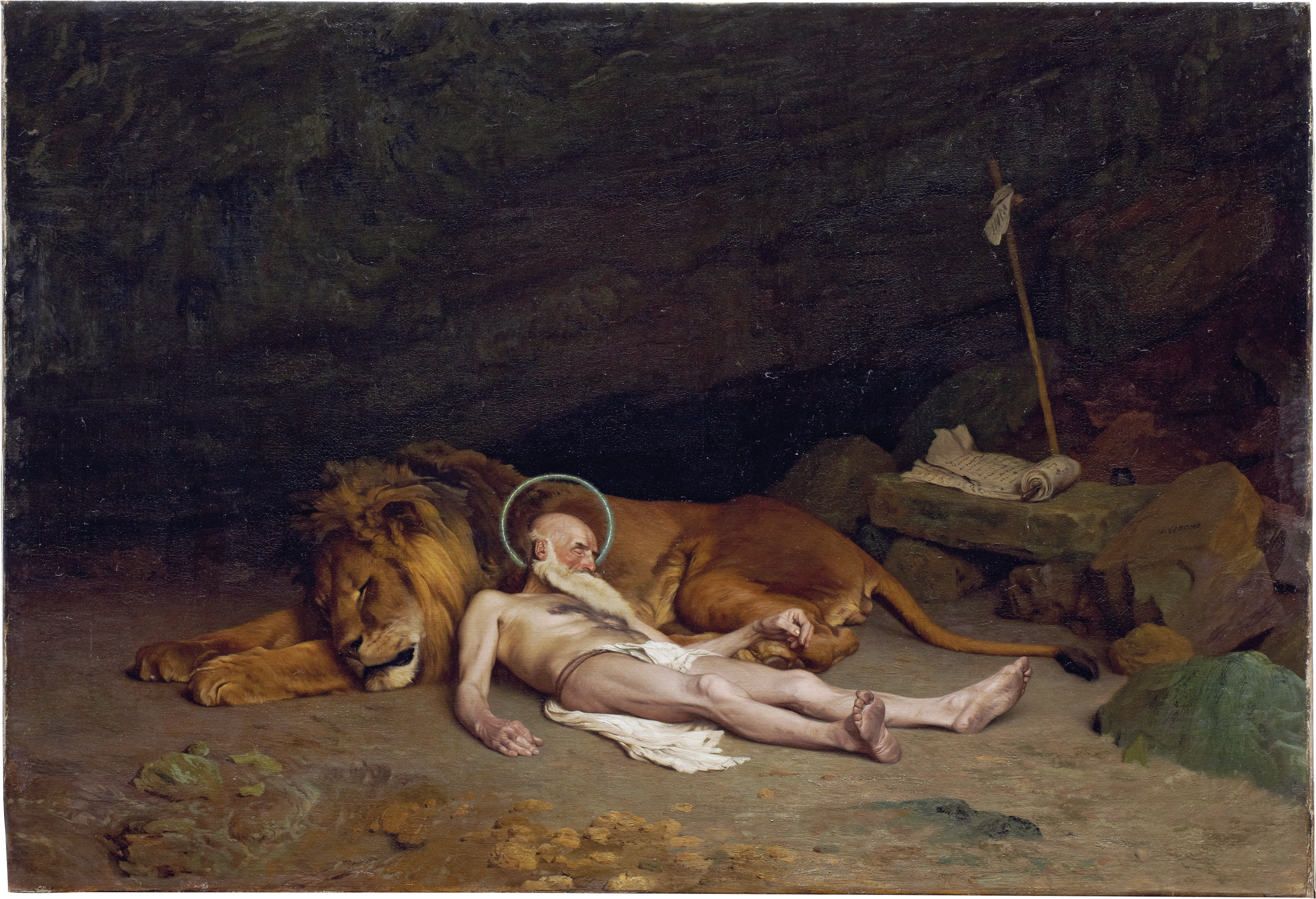
Jean-Léon Gérôme, Der heilige Hieronymus, 1874, Städel Museum, Frankfurt am Main

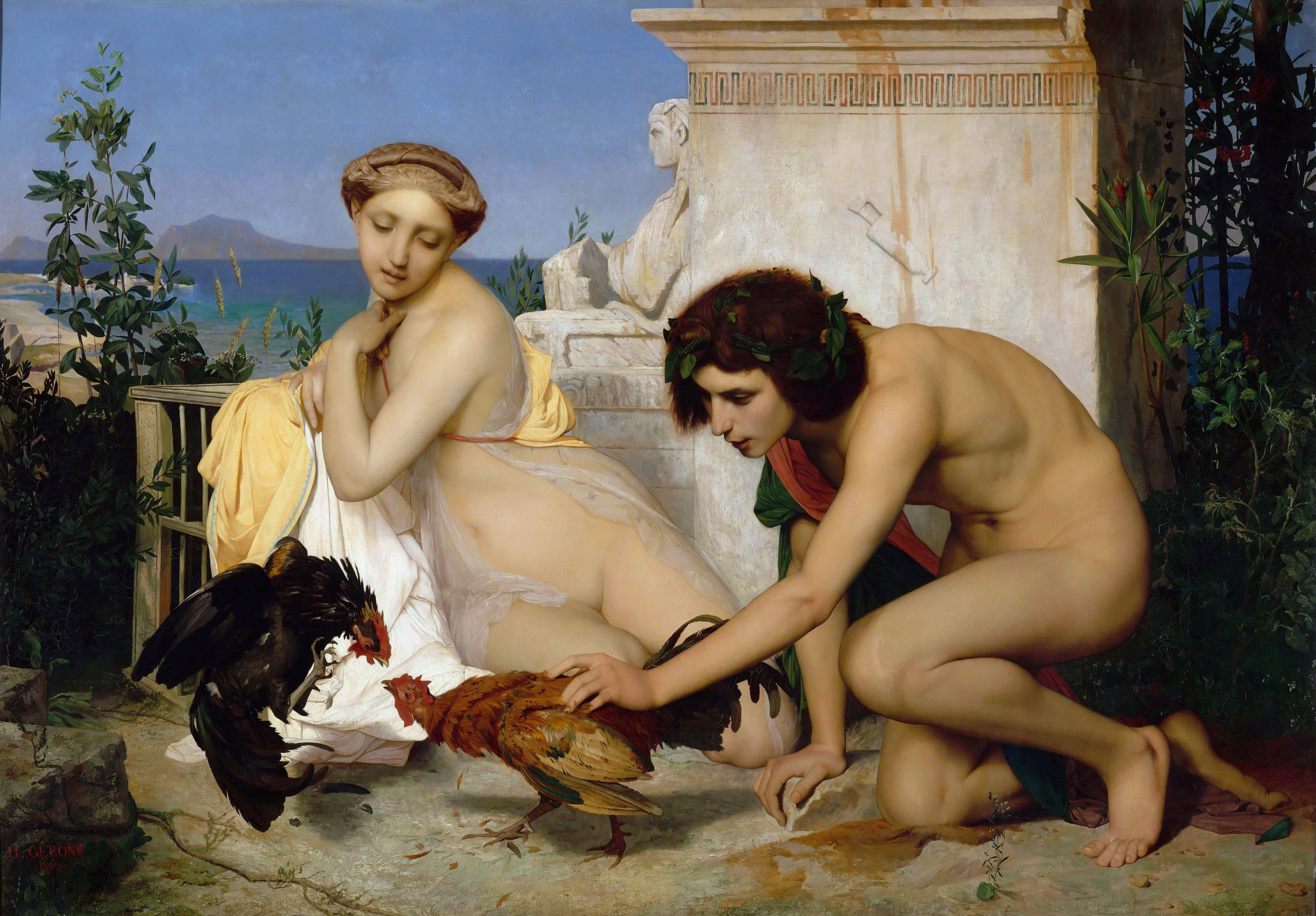
Un combat de coqs, 1846

Gérômes Werk ist dem akademischen Realismus zuzuschreiben. Ein für ihn typisches Gemälde ist Pollice Verso aus dem Jahr 1872. Es gilt als eines der herausragendsten Werke, die Gladiatoren zum Thema haben, und als das Bild, das heutige Vorstellungen über Gladiatorenkämpfe prägte. Gérôme hatte umfangreiche Recherchen betrieben und intensiv in Pompeji ausgegrabene Rüstungen studiert, sein Gemälde beruht somit auf dem damaligen Forschungsstand. Die Kombination der Ausrüstungsgegenstände ist nach heutigem Wissensstand zwar nicht zutreffend, Pollice verso gibt die Atmosphäre des entscheidenden Moments jedoch treffend wieder: Unter dem durch das Sonnensegel gefilterten Licht fällt eine aufgeregte Menge das Todesurteil über den unterlegenen Kämpfer. Selbst die weiß gekleideten Vestalinnen, die dem als Staatsakt geltenden Gladiatorenkampf stets beiwohnten, lassen sich zur tödlichen Geste hinreißen, die allerdings in römischer Zeit nicht als nach unten zeigender Daumen belegt ist. Sowohl das Sonnensegel als auch der privilegierte Sitzplatz der Vestalinnen sind jedoch historisch belegt. Der Regisseur Ridley Scott ließ sich nach eigenen Angaben von diesem Gemälde für seinen Film Gladiator aus dem Jahr 2000 inspirieren. Weniger bekannt sind Gérômes Porträts von Personen der französischen Geschichte, darunter Bilder Ludwigs XIV., Molières und Marschall Michel Neys. Gérôme arbeitete darüber hinaus auch als Bildhauer. Seine Bellona aus Elfenbein, Metall und Edelsteinen wurde in der Royal Academy of Arts in London ausgestellt, seine Figurengruppe Bacchus und Amor wurde vom Pariser Salon 1881 mit einer Goldmedaille ausgezeichnet.
Gérômes lebensgroßer Marmorakt Tanagra war eine der Sensationen auf dem Pariser Salon von 1890. Die sehr detailliert ausgeführte Personifikation der gleichnamigen antiken Stadt hält auf der ausgestreckten linken Handfläche eine Terrakotta-Figur, die auf die damals sehr beliebten Tanagra-Figuren verwies. Seine bemalte Aktfigur Corinthe aus Gips stellt eine sitzende und nur mit Kopf-, Brust- und Armschmuck bekleidete Frau dar.
Ein im Jahre 2009 im Depot des Frankfurter Städelschen Kunstinstitut ‚wiederentdecktes‘ Gemälde Gérômes aus dem Jahr 1874, Heiliger Hieronymus, wurde 2011 nach einer Restaurierung zum ersten Mal der Öffentlichkeit gezeigt. Das Gemälde war dem Museum 1935 von den Erben des Frankfurter Bankiers Otto Hauck geschenkt worden und umgehend in das Depot gestellt worden.
2024 wurde das neu entdeckte Gemälde L’Épave (Das Wrack) aus dem Jahr 1901 bei Hôtel Drouot für 420.000 € versteigert. Es zeichnet sich durch seine für den Maler ungewöhnliche Modernität aus.
Andere seiner Werke tragen Titel wie:
- Un combat de coqs (Ein Hahnenkampf), 1846. Musée d’Orsay, Paris.
- Diogène (Diogenes), 1860. Walters Art Museum, Baltimore (Maryland).
- Phryné devant l’aéropage (Phryne vor dem Areopag), 1861. Kunsthalle Hamburg.
- Porträt Baronne Nathaniel de Rotschild, 1866. Musée d’Orsay, Paris.
- Marché d’esclaves (Sklavenmarkt), 1866. Sterling and Francine Clark Art Institute, Williamstown (Massachusetts).
- Mort de Gaius Iulius Caesar (Tod des Gaius Iulius Caesar), 1867. Walters Art Museum, Baltimore (Maryland).
- Femme nue allongée (Liegender Frauenakt), 1869. Musée d’Évreux, Évreux
- Un Bachi-bouzouk (Ein Başı Bozuk), 1869. Metropolitan Museum of Art (New York City).
- La prière à la mosquée (Das Gebet in der Moschee), 1871. Metropolitan Museum of Art (New York City).
- Le Veneur nègre (Der schwarze Jäger), 1871. Privatsammlung.
- Bain turc (Türkisches Bad), 1872. Museum of Fine Arts, Boston (Massachusetts)
- Pollice Verso (Daumen runter), 1872. Phoenix Art Museum, Phoenix (Arizona).
- L’éminence grise (Die Graue Eminenz), 1873. Museum of Fine Arts, Boston (Massachusetts)
- Porträt Charles Garnier, 1877. Bibliothèque-musée de l’Opéra, Paris.
- Vente d'esclaves à Rome (Sklavenverkauf in Rom), 1884. Walters Art Museum, Baltimore (Maryland).
- Pygmalion et Galathée (Pygmalion und Galateia), 1890. Metropolitan Museum of Art (New York City).
- Tanagra, 1890. Musée d’Orsay, Paris.
- Le marchand de couleurs (Der Farbenhändler), 1891. Museum of Fine Arts, Boston (Massachusetts)
- Porträt Baron Alphonse Delort de Gléon, 1894. Louvre, Paris.
- Porträt Sarah Bernhardt, um 1895. Musée d’Orsay, Paris.
- La Vérité sortant du puits armée de son martinet pour châtier l'humanité (Die Wahrheit steigt aus dem Brunnen), 1896

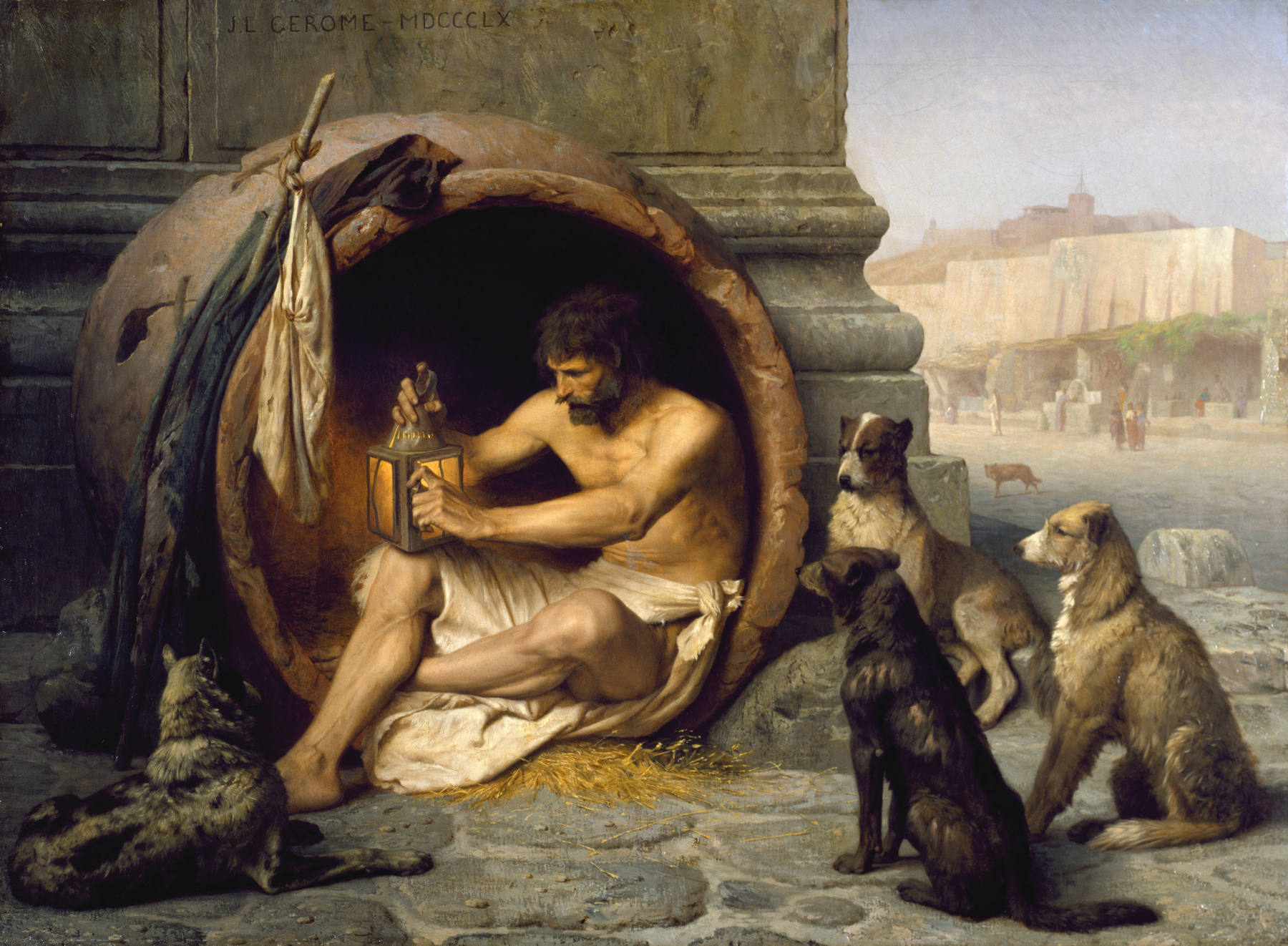
Diogène, 1860
Le Marché d’esclaves, 1866
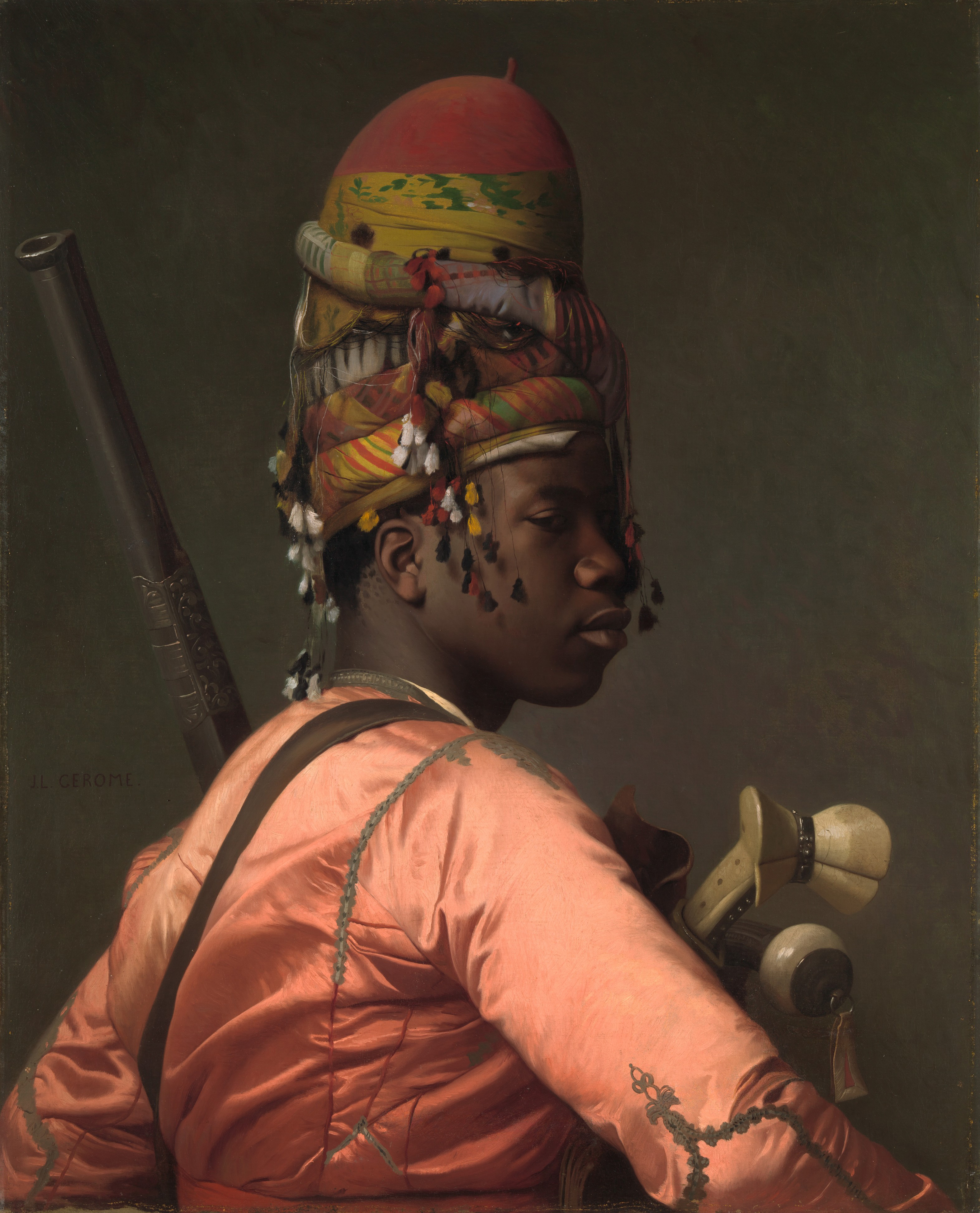
Un Bachi bouzouk, 1869
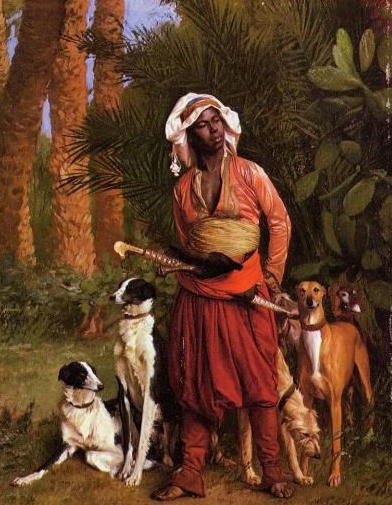
Le Veneur nègre, 1871
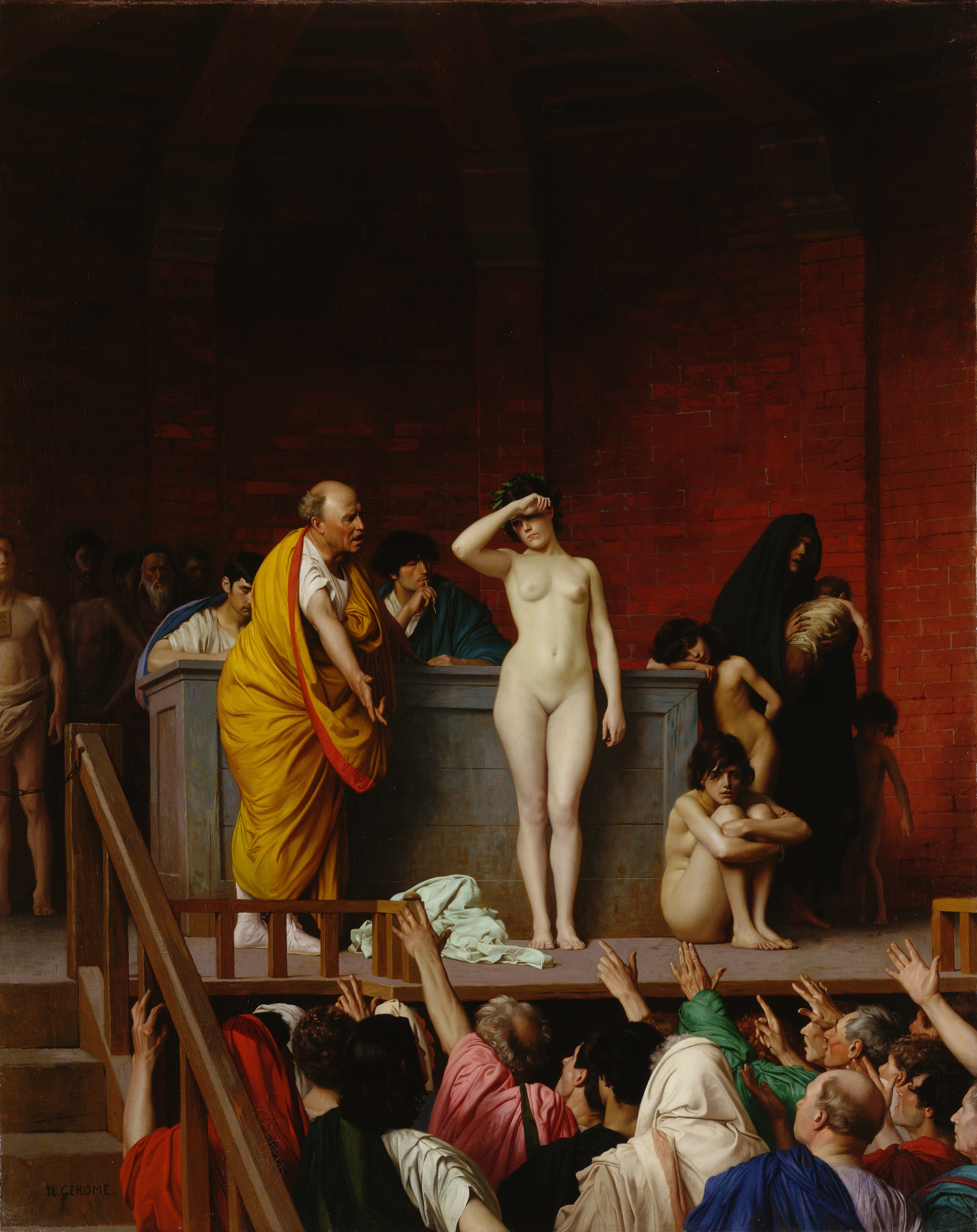
Vente d’esclaves à Rome, 1884

## Schüler
- Georges Bigot (1860–1927)
- Frank Boggs (1855–1926)
- Frederick Arthur Bridgman (1847–1928)
- Gustave Caillebotte (1848–1894)
- Mary Cassatt (1844–1926)
- André Castaigne (1861–1929)
- George W. Chambers (1857–1897)
- Stanislaus von Chlebowski (1835–1884)
- Kenyon Cox (1856–1919)
- Edward Cucuel (1875–1954)
- Dennis Miller Bunker (1861–1890)
- Pascal Adolphe Dagnan-Bouveret (1852–1929)
- William DeLeftwich Dodge (1867–1935)
- Thomas Millie Dow (1848–1919)
- Thomas Eakins (1844–1916)
- Wyatt Eaton (1849–1896)
- Delphin Enjolras (1857–1945)
- Osman Hamdi Bey (1842–1910)
- Thomas Alexander Harrison (1853–1930)
- Henry Herbert La Thangue (1859–1929)
- Robert Lee MacCameron (1866–1912)
- Henri-Paul Motte (1846–1922)
- Henry Siddons Mowbray (1858–1928)
- Jean Lecomte du Nouÿ (1842–1923)
- Lawton S. Parker (1868–1954)
- Harper Pennington (1854–1920)
- Georges Picard  (1857–1943)
- William Picknell (1853–1897)
- Émile Auguste Pinchart (1842–1924)
- Théodore Jacques Ralli (1852–1909)
- Henri Rapin (1873–1939)
- Odilon Redon (1840–1916)
- Julius Stewart (1855–1919)
- William Stott (1857–1900)
- Abbott Thayer (1849–1921)
- Douglas Volk (1856–1935)
- Charles Vuillermet (1849–1918)
- Julian Alden Weir (1852–1919)
- Wassili Wassiljewitsch Wereschtschagin (1842–1904)
- Yamamoto Hōsui (1850–1906)

## Ausstellungen
- 2010/2011: Jean-Léon Gérôme, Musée d’Orsay, Paris (bis Januar 2011); danach im Museo Thyssen-Bornemisza, Madrid (bis Mai 2011)[16]